# Providence Equity Partners
Providence Equity Partners, LLC ist eine US-amerikanische Investmentgesellschaft, spezialisiert auf Beteiligungen in allen Bereichen der Medien- und Kommunikationsindustrie. In diesem Geschäftsfeld gehört sie zu den Weltmarktführern. Im Sektor Kabelkommunikation ist sie einer der größten Investoren in Europa. Das 1989 gegründete Unternehmen mit Hauptsitz in Providence (Bundesstaat Rhode Island) hat seither mit sieben aufgelegten Fonds bereits in über 100 Beteiligungen investiert, darunter in einige der größten Konzerne der Branche. Derzeit verwaltet das Unternehmen ein Beteiligungsvolumen von rund 50 Milliarden US-Dollar. Niederlassungen befinden sich neben Providence auch in New York, London, Hongkong und Neu-Delhi. CEO ist Jonathan M. Nelson.

## Beteiligungen (Auswahl)

### Aktuelle Beteiligungen
(Stand: März 2019)
- Abacus Data Systems
- Ambassador Theatre Group
- Anju Software
- Asurion
- Bitė Lietuva
- Blackboard
- Bluestar Sports
- Boston Logic
- Burning Glass Technologies
- Centrl
- Chernin Group
- Chime
- Conversica
- Double Verify
- EdgeConneX
- Evercommerce
- Galileo Global Education
- GlobalTranz
- Grupo TorreSur
- Hathway
- HSE24
- KIN
- KPA
- Logic Monitor
- MÁSMÓVIL
- NACE Schools
- Netsurion
- OEC
- OpusCapita
- Patron
- Pineapple Payments
- Property Brands
- Rent Path
- Shop CJ
- Sign Up Genius
- Skybox Security
- Snap App
- Study Group
- SunGard
- Superstruct
- Therapy Brands
- Topgolf
- Trilogy International Partners
- UFO Moviez India (UMI)
- Univision Communications
- Untangle
- Vector Solutions
- Vertical Knowledge
- Vistage
- Volia
- Wacken Open Air
- Your cause
- ZeniMax Media

### Frühere Beteiligungen
Zu früherer Zeit war das Unternehmen z. B. an folgenden bedeutenden Unternehmen beteiligt:
- AcadeMedia
- Digiturk
- eircom (größtes irisches Telekommunikationsunternehmen)
- Hulu
- Kabel Deutschland Februar 2006 – 2013
- Metro Goldwyn Mayer
- Newport Television (gegründet 2007 als Ausgliederung der TV-Stationen von Clear Channel Communications)
- PanAmSat
- ProSiebenSat.1
- TDC
- Warner Music Group
- Western Wireless (Mitte 2005 an Alltel verkauft, die österreichische Tochter tele.ring im Frühjahr 2006 an T-Mobile)